# Glacier du Grand Marchet
Le glacier du Grand Marchet est un glacier de France situé en Savoie, dans le massif de la Vanoise, au sein des glaciers de la Vanoise.

## Géographie
Situé dans le parc national de la Vanoise, il fait partie des glaciers de la Vanoise et est connecté au glacier de la Roche Ferran au nord-est et au glacier du Pelve au sud. Il occupe l'adret du dôme des Sonnailles, du col du Pelve et de la pointe Ouest du Mont Pelve, en amont des cirques du Grand et du Petit Marchet, entre environ 3 100 et 2 900 mètres d'altitude.
Les eaux de fonte de ces deux glaciers donnent naissance au ruisseau d'Isertan qui se jette dans le Doron de Pralognan après avoir traversé le cirque du Grand Marchet. À partir de 2020, le retrait de son front glaciaire donne naissance à plusieurs lacs proglaciaires en période estivale,. Leur éventuelle vidange non contrôlée fait craindre de la part des autorités des dégâts potentiels dans la vallée en aval, notamment au village de Pralognan-la-Vanoise, si bien qu'une vidange partielle est entreprise en 2025 sur le lac le plus grand qui atteint 1,5 hectare de superficie,.

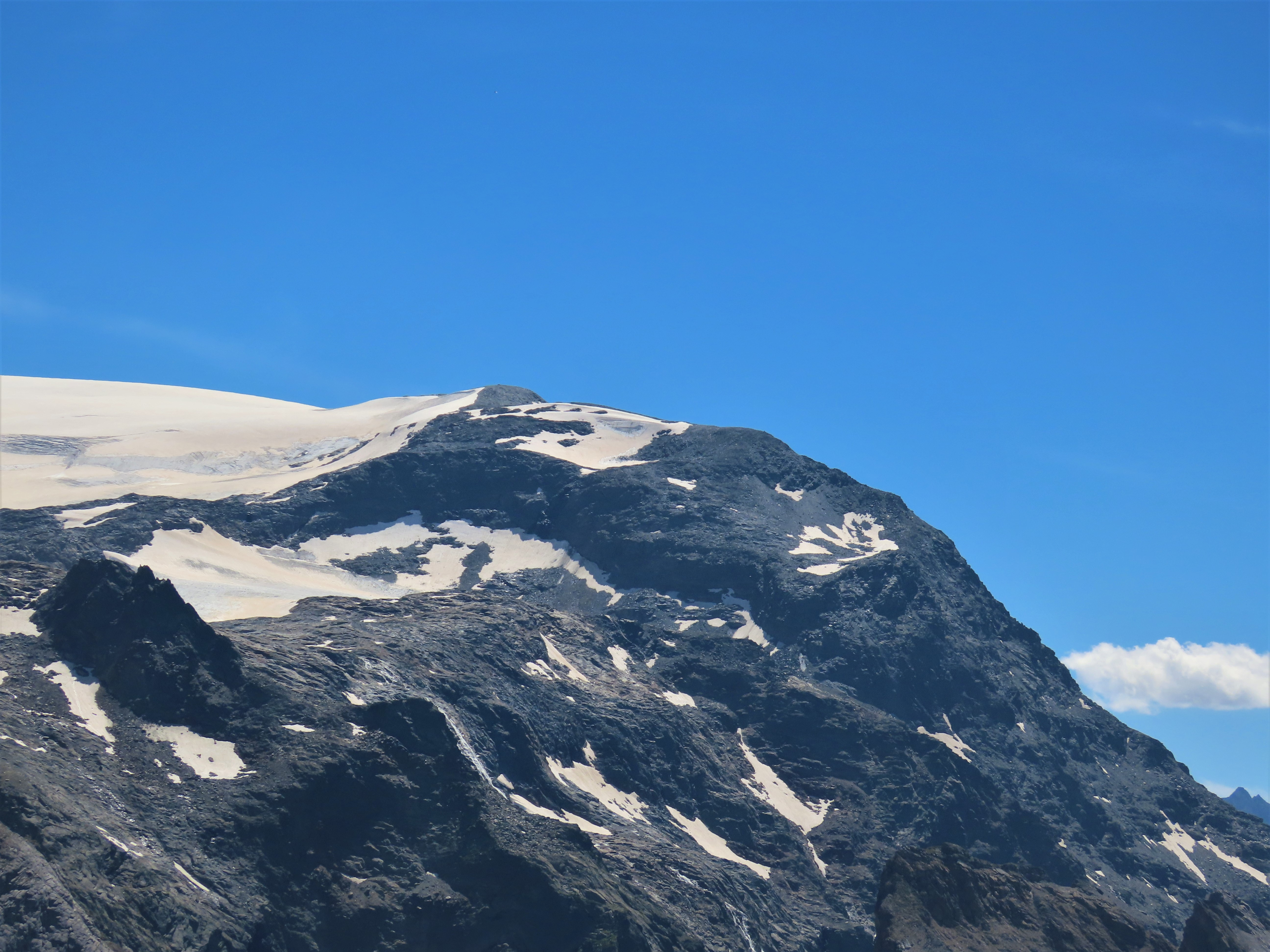
Le dôme des Sonnailles avec le glacier du Grand Marchet sous le sommet depuis le lac de la Patinoire au nord.

Vue aérienne en 1957 d'une partie des glaciers de la Vanoise avec le glacier du Grand Marchet au centre.